# 小倉典子
小倉 典子（こくら のりこ、1982年11月27日 - ）は、日本の女子アメリカンフットボール選手。鳥取県東伯郡赤碕町(現琴浦町)出身。ボストン・レネゲイズ所属。ポジションはDE/LB, RB, LS。IBMビッグブルースタッフ。

## 経歴
第32回スーパーボウルに出場したデンバー・ブロンコスのRB、テレル・デービスに憧れアメフト選手を志す。
島根大学では(男子)アメフト部に選手として所属しリーグ戦にも出場した。並行して女子アメフト、レディ・コングでもプレーし2002年には新人賞を獲得した。
卒業後は小学校の教師になるが夢を諦めきれず渡米しトライアウトを受けサクラメント・サイレンスに入団した。
本職はRBであるがK、P(キック専門職)を除く全てのポジションの出場経験がある。165cmと小柄ながら、本来は大型選手のポジションであるDLを兼務する。LBとして2014年に全米最優秀守備選手となった。
2012年よりとっとりふるさと大使。

## 所属と戦績
- 2007年12月～2013年7月 アメリカ合衆国 SACRAMENTO SIRENS所属[5]。
- 2010年 IWFL女子アメフト全米選手権準優勝。オールアメリカ受賞（オールスター選手[6]）
- 2011年 IWFL女子アメフト全米選手権ベスト8
- 2011年 IWFL女子アメフト全米選手権ベスト8
- 2012年 IWFL女子アメフト全米選手権準優勝
- 2013年 WFA女子アメフト全米選手権ベスト16
- 2014年2月～2015年1月 アメリカ合衆国 Boston Militia所属
- 2014年 WFA女子アメフト全米選手権優勝
- 2014年 全米最優秀守備選手受賞
- 2015年3月～ アメリカ合衆国 Boston Renegades所属